# Иоанн (Мециану)
Митрополи́т Иоа́нн (рум. Mitropolit Ioan, в миру Ион Мециану, рум. Ion Mețianu; 9 мая 1828 — 3 февраля 1916) — епископ независимой румынской Трансильванской митрополии и её третий предстоятель с титулом «архиепископ Геманнштадский (Сибиуский), митрополит Трансильванский».

## Биография

### Ранние годы
Родился 9 мая 1828 года в семье Букура Мециану, церковного учителя и певчего, и Марии, дочери протопопа Варфоломея Баю из Зэрнешти. Учился в начальной школе в родном селе, затем в саксонской гимназии в Брашове и венгерской в Клуже. В 1847 году он поступил в Богословский институт в Сибиу, который окончил в 1850 году, после чего работал в государственной администрации нотариусом в Бране в 1850 году и в Зэрнешти с 1851 по 1853 год.

### Священническое служение
5 ноября 1853 года был рукоположен в сан священника и назначен на приход в Рышнов, а с 1857 года стал священником в Зэрнешти. В следующем году он стал протопеским администратором протопиата Брана, который занимал его с 1858 по 1874 год. Протопиат, который перевез его в Зэрнешть в 1860 году.
В 1865 году был избран депутатом Трансильванского сейма в Клуже. Он был избран членом Синода Сибиуской архиепископии и Национального церковного конгресса митрополии после вступления в силу «Органического статута». После смерти митрополита Андрея (Шагуны) 28 июня 1873 года принял участие в работе Национального церковного конгресса под председательством епископа Арадского Прокопия (Ивачковича), состоял членом избирательной комиссии по избранию нового митрополита. После заседания 28 августа 1873 года, в котором Прокопий (Ивачкович) становится кандидатом на митрополичий престол, Иоанн Мециану занял должность председателя Конгресса и возглавил избрание и торжественную интронизацию митрополита Прокопия (Ивачковича) в качестве митрополита Трансильванского.
12 декабря 1873 года баллотируется на вакантную должность епископа Арадского вместе с Николаем Попей и Мироном (Романулом), но не был избран, так как был менее известен в этих краях. 13 (25) апреля 1874 был избран викарием (помощником правящего архиерея) и председателем Консистории от Оради.
В 1875 году вновь баллотируется на должность правящего архиерея в Араде, а 2/14 февраля 1875 года был избран епископом, получил 43 голоса из 55 депутатов, присутствовавших в соборе. Голосование было отдано викарию Андрею Паппу, голосу архимандриту Николаю попе, а 10 голосов были белыми. Один голос был отдан викарию Андрею (Паппу), один голос — архимандриту Николаю (Попе), а 10 голосов бюллетеней не были заполнены.

### Епископ Арадский
23 февраля 1875 года в Монастыре Ходош-Бодрог был пострижен в монашество с оставлением имени Иоанн. В марте того же года был возведён в сан протосинкелла и архимандрита. 23 марта 1875 года его избрание было утверждено императором Францем Иосифом I, а 30 марта того же года в Сибиу состоялась его епископская хиротония, которую совершили митрополит Мирон (Романул) и епископа Карансебешский Иоанн (Попаcу). 15 апреля того же года он прибыл в Арад, а 20 апреля того же года состоялась его интронизация.
С его практическим и реалистичным чувством, как епископ, он заложил основу для прочной церковной, культурной и школьной жизни на во всей епархии, считаясь ее третьим по величине ктитором, после основателя Исаии (Дьяковича) и воссоздателя Синесия (Живановича). Он начал свою деятельность с целого ряда канонических визитов, проводимых в течение нескольких лет в приходах епархии. До 1878 года он умножил количество протопопий (благочиний) и предложил Национальному церковному конгрессу в Сибиу создать Орадскую епархию, мотивируя это тем, что Арадская епархия слишком велика.
Он предложил возродить журнал «Lumina» в 1876 году и, таким образом, 30 января/11 февраля 1877, появляется журнал «Biserica și Școala» («Церковь и Школа»), который с тех пор издавался непрерывно до 1948 года. Новое периодическое издание стало выходить под руководством Василия (Мангры), а с первого номера было она поддерживала борьбу за независимость, а также тенденция рассказывать о реалиях Румынии. Спустя три года после появления журнала «Церковь и школа» по предложению епископа Иоанна (Мецяну) появляется первый номер «Епархиального календаря», который также издавался до 1948 года.
В 1877 году он обеспечил разработку «Учебной программы для народных школ в округе румынской православной консистории в Араде» (Planului de învățământ pentru școalele poporale din districtul Consistoriului român ortodox din Arad), в результате чего укрепил статус румынского языка в качестве основного объекта в образовательном процессе. Он создал стипендии для обучения учителей и увеличил заработную плату учителей с 600 до 1000 флоринов. Он учредил несколько наград за лучшие школьные учебники, создал курсы повышения квалификации для учителей и священников и всегда давал циркуляры, через которые увещевал родителей, чтобы они отправляли своих детей в школу. Так, если в 1878 году в 18 школьных инспекциях, находящихся под юрисдикцией епархии, было 359 школ, то в 1899 году в отчете, представленном епархиальному Синоду, было зарегистрировано 430 школ с таким же количеством учителей.
2/14 апреля 1877 года он провел собрание со всеми протопопами (благочинными) и двумя священниками из каждой протопии, чтобы объявить о создании священнического фонда, благотворительного фонда помощи священникам и учителям. Из этого фонда священникам и учителям можно было одолжить деньги с низкой процентной ставкой, чтобы не стать жертвой ростовщиков, а вдовы священников получали пенсии.
В 1879 году он основал епархиальную типографию, а в 1894 году он также основал книжный магазин, «в котором всегда были предписанные школьные учебники и соответствующие печатные издания, а цены были самыми скромными».
В циркулярном № 287 от 30 марта 1882 года епископ Иоанн призвал священников и учителей организовать собрания по чтению и пению, поэтому, следуя примеру Общества чтения в Семлаке (Societății de lectură din Semlac) или общества в Хасиаше или Бутени, основанных ещё в 1880 году, общества чтения были созданы в других местах. Также в 1882 году епархиальный синод обсудил вопрос о создании гимназии. 24 апреля 1885 года Епископ Иоанн обратился к министру Агостону Трефорту с просьбой одобрить открытие гимназии. Однако просьба не входила в сферу интересов министра, хотя у епархии были необходимые средства, и референт школы Джордже Попа составил учебный план. В том же году, 1882, вмешалась баронесса Ифигения Сина в Вене, чтобы пожертвовать епархию часть её земель в Араде для строительства нового здания для Богословско-педагогического института. Новое здание было построено к 1885 году, а с 1885—1886 учебного года институт переехал в новое здание.
В течение всего периода, когда он служил епископом Арадсим, он заботился о состоянии церквей, поддерживая текущий ремонт уже существующих храмов и строительство новых. Только в первые десять лет архипастырства было построено 30 новых церквей и отремонтировано 140. Он позаботился о состоянии фондов и создал новые. В 1876 году приход Арада располагал 17 фундаментами в Арадском консистории и 12 в городском. Фонды и накопления позволили увеличить доходы епархии.

### Митрополит Трансильванский
16 октября 1898 года умирает митрополит Трансильванский Мирон (Романул) и 31 декабря 1898 года епископ Иоанном (Мециану) был избран архиепископом Сибиуским и митрополитом Трансильванским. 8 марта 1899 года митрополит Иоанн покинул Арад, а 9 марта прибыл в Сибиу, где его встретила многочисленная делегация во главе с архимандритом Иларионом (Пушкариу).
Архиепископский Синод в 1897 году решил рассмотреть вопрос о строительстве нового кафедрального собора и его местонахождении. Недовольный предложениями, митрополит Иоанн потребовал проведения нового о выборе места строительства. В 1900 году на заседаниях вновь предлагается участок в Сибиу на улице Андрея Шагуны № 14-16, сад флоры и еще один участок на улице Виктории. Несколько лет митрополит Иоанн упорно отказывался строить собор в предлагаемом месте и наконец получил разрешение на снос старой греческой церкви и постройку собора. Его желание состояло в том, чтобы православный религиозный комплекс находился внутри старой средневековой крепости, то есть в культурном центре, в самом центре города. Таким образом, он хотел окончательно указать и позиционировать румынское и православное наследие в культуре города и его истории. Собор был освящён во имя Святой Троице 13 мая 1906 года. В 1911 году митрополит Иоанн положил конец другим дебатам и решил снести весь комплекс Tholdologhy, который был куплен для организации православного высшего образования, после чего координировал строительство нового здания для богословско-педагогического института (ныне богословский факультет имени Андрея Шагуны).
Скончался 3 февраля 1916 года в Сибиу. Похоронен на кладбище возле Благовещенской церкви.